# Xysticus
Xysticus este un gen de păianjeni din familia Thomisidae.

## Galerie

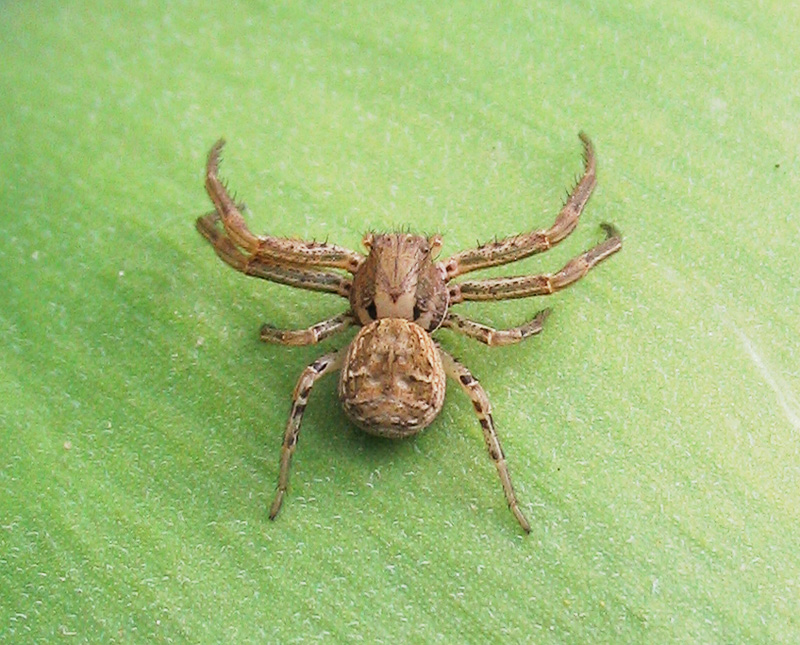
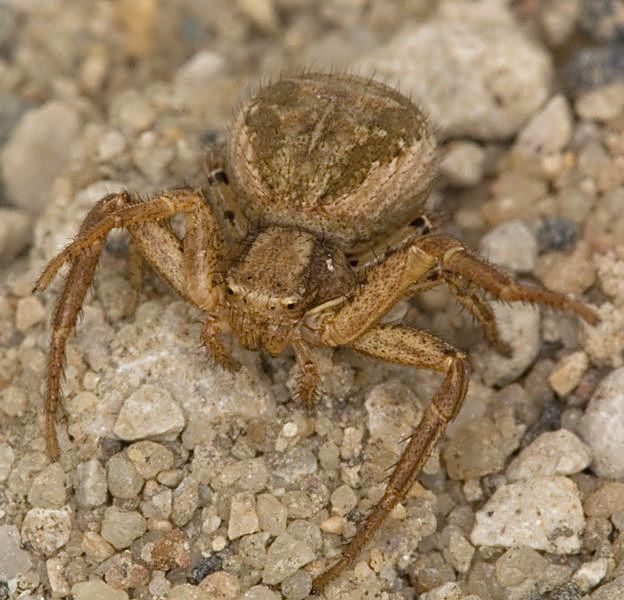
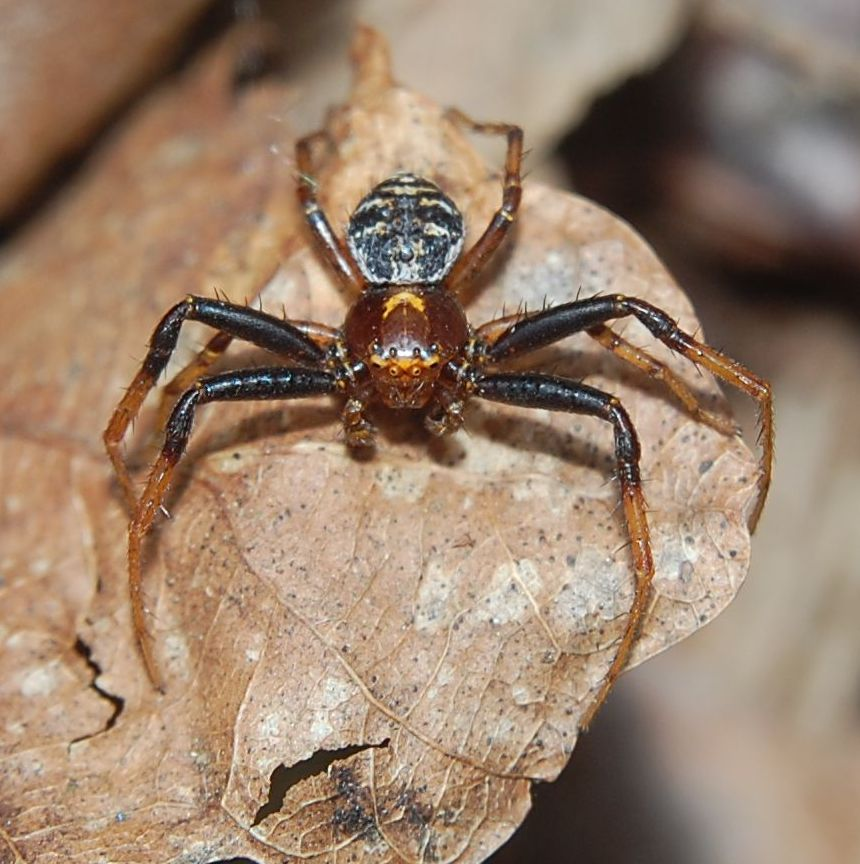
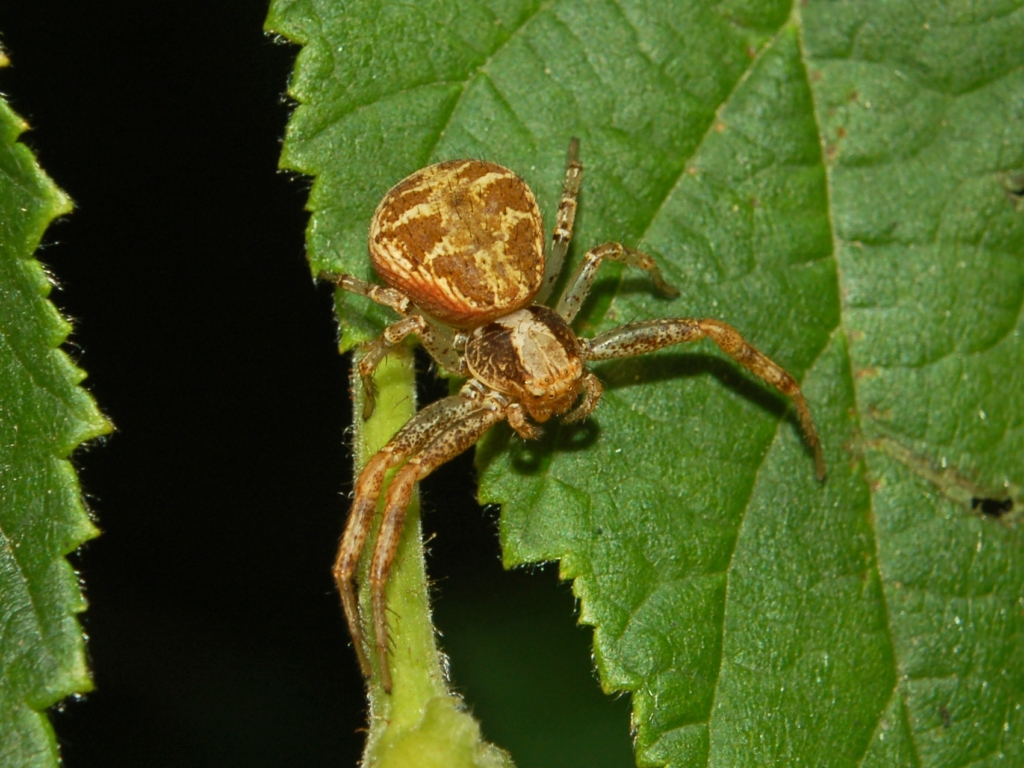
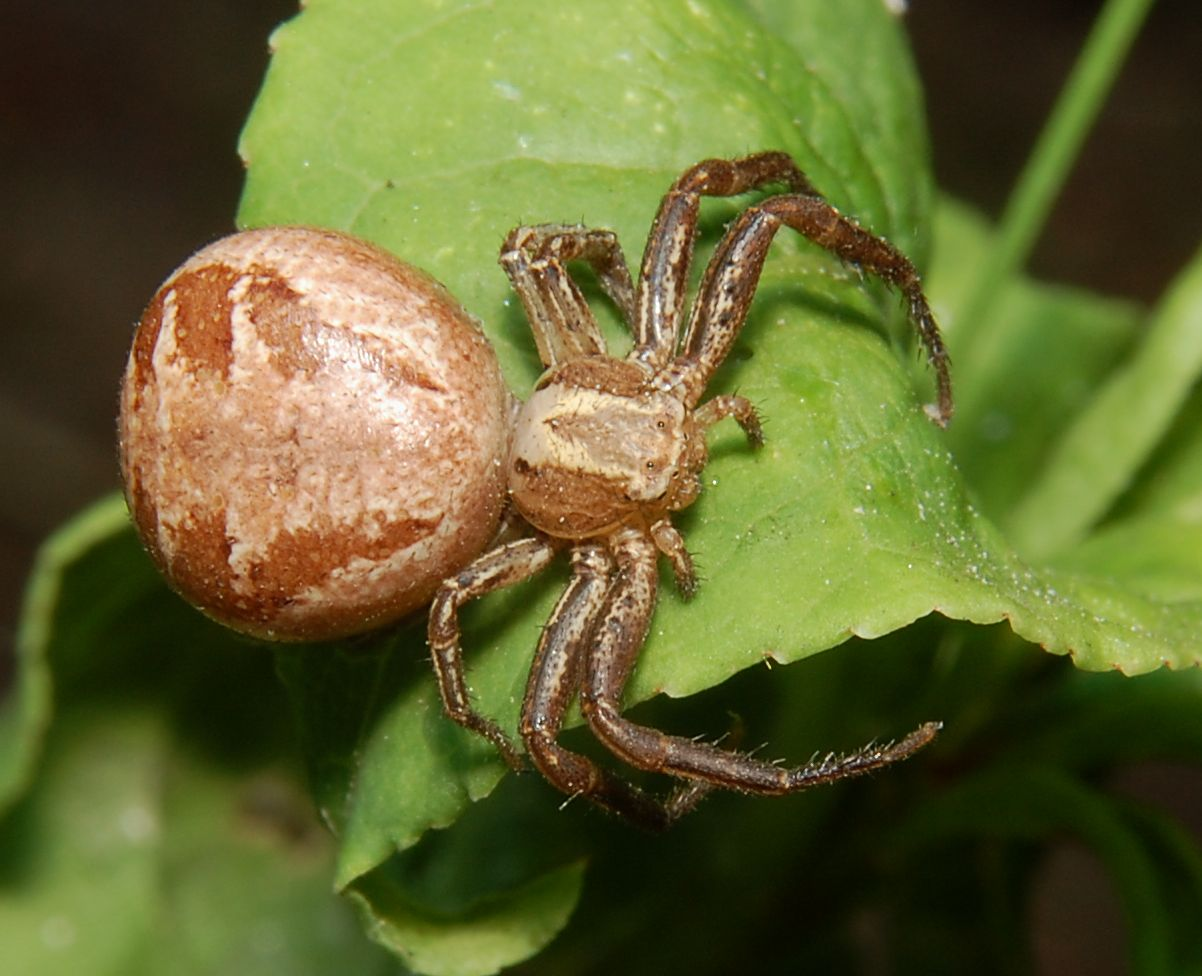
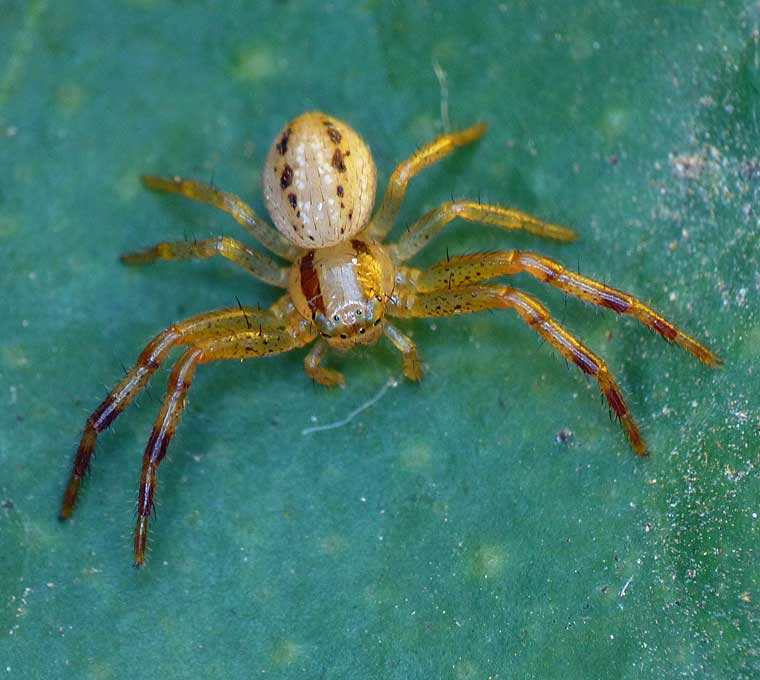

## Specii[1]
- Xysticus abditus
- Xysticus abramovi
- Xysticus acerbus
- Xysticus acquiescens
- Xysticus advectus
- Xysticus adzharicus
- Xysticus aethiopicus
- Xysticus albidus
- Xysticus albolimbatus
- Xysticus albomaculatus
- Xysticus alboniger
- Xysticus aletaiensis
- Xysticus alpicola
- Xysticus alpinistus
- Xysticus alsus
- Xysticus altaicus
- Xysticus altitudinis
- Xysticus ampullatus
- Xysticus apachecus
- Xysticus apalacheus
- Xysticus apertus
- Xysticus apricus
- Xysticus aprilinus
- Xysticus arenarius
- Xysticus arenicola
- Xysticus argenteus
- Xysticus asper
- Xysticus atevs
- Xysticus atrimaculatus
- Xysticus auctificus
- Xysticus audax
- Xysticus audaxoides
- Xysticus austrosibiricus
- Xysticus autumnalis
- Xysticus aztecus
- Xysticus bacurianensis
- Xysticus bakanas
- Xysticus baltistanus
- Xysticus banksi
- Xysticus barbatus
- Xysticus benefactor
- Xysticus bengalensis
- Xysticus beni
- Xysticus berlandi
- Xysticus bermani
- Xysticus bharatae
- Xysticus bicolor
- Xysticus bicuspis
- Xysticus bifasciatus
- Xysticus bilimbatus
- Xysticus bimaculatus
- Xysticus bliteus
- Xysticus boesenbergi
- Xysticus bolivari
- Xysticus bonneti
- Xysticus bradti
- Xysticus breviceps
- Xysticus brevidentatus
- Xysticus britcheri
- Xysticus brunneitibiis
- Xysticus bufo
- Xysticus californicus
- Xysticus canadensis
- Xysticus canariensis
- Xysticus caperatoides
- Xysticus caperatus
- Xysticus caspicus
- Xysticus caucasius
- Xysticus chaparralis
- Xysticus charitonowi
- Xysticus chippewa
- Xysticus chui
- Xysticus clavulus
- Xysticus clercki
- Xysticus cochise
- Xysticus coloradensis
- Xysticus concinnus
- Xysticus concretus
- Xysticus concursus
- Xysticus conflatus
- Xysticus connectens
- Xysticus cor
- Xysticus corsicus
- Xysticus cribratus
- Xysticus crispabilis
- Xysticus cristatus
- Xysticus croceus
- Xysticus cunctator
- Xysticus curtus
- Xysticus daisetsuzanus
- Xysticus davidi
- Xysticus deichmanni
- Xysticus demirsoyi
- Xysticus denisi
- Xysticus desidiosus
- Xysticus discursans
- Xysticus diversus
- Xysticus dolpoensis
- Xysticus doriai
- Xysticus durus
- Xysticus dzhungaricus
- Xysticus edax
- Xysticus egenus
- Xysticus elegans
- Xysticus elephantus
- Xysticus ellipticus
- Xysticus embriki
- Xysticus emertoni
- Xysticus ephippiatus
- Xysticus erraticus
- Xysticus excavatus
- Xysticus facetus
- Xysticus fagei
- Xysticus federalis
- Xysticus ferox
- Xysticus ferrugineus
- Xysticus ferruginoides
- Xysticus ferus
- Xysticus fervidus
- Xysticus fienae
- Xysticus flavitarsis
- Xysticus flavovittatus
- Xysticus floridanus
- Xysticus fraternus
- Xysticus fuerteventurensis
- Xysticus funestus
- Xysticus furtivus
- Xysticus gallicus
- Xysticus gattefossei
- Xysticus geometres
- Xysticus gertschi
- Xysticus ghigii
- Xysticus gobiensis
- Xysticus gortanii
- Xysticus gosiutus
- Xysticus gracilis
- Xysticus graecus
- Xysticus grallator
- Xysticus grohi
- Xysticus guizhou
- Xysticus gulosus
- Xysticus gymnocephalus
- Xysticus hainanus
- Xysticus havilandi
- Xysticus hedini
- Xysticus helophilus
- Xysticus hepaticus
- Xysticus himalayaensis
- Xysticus hindusthanicus
- Xysticus hotingchiehi
- Xysticus hui
- Xysticus humilis
- Xysticus ibex
- Xysticus ictericus
- Xysticus idolothytus
- Xysticus illaudatus
- Xysticus imitarius
- Xysticus indiligens
- Xysticus insulicola
- Xysticus iviei
- Xysticus jabalpurensis
- Xysticus jaharai
- Xysticus japenus
- Xysticus jiangi
- Xysticus jinlin
- Xysticus joyantius
- Xysticus jugalis
- Xysticus kalandadzei
- Xysticus kali
- Xysticus kamakhyai
- Xysticus kansuensis
- Xysticus kashidi
- Xysticus kaznakovi
- Xysticus kempeleni
- Xysticus keyserlingi
- Xysticus khasiensis
- Xysticus kochi
- Xysticus krakatauensis
- Xysticus kulczynskii
- Xysticus kurilensis
- Xysticus kuzgi
- Xysticus labradorensis
- Xysticus laetus
- Xysticus lalandei
- Xysticus lanio
- Xysticus lanzarotensis
- Xysticus lapidarius
- Xysticus lassanus
- Xysticus laticeps
- Xysticus latitabundus
- Xysticus lendli
- Xysticus lepnevae
- Xysticus lindbergi
- Xysticus lineatus
- Xysticus locuples
- Xysticus loeffleri
- Xysticus logunovi
- Xysticus lucifugus
- Xysticus luctans
- Xysticus luctator
- Xysticus luctuosus
- Xysticus lutzi
- Xysticus macedonicus
- Xysticus maculatipes
- Xysticus maculiger
- Xysticus madeirensis
- Xysticus manas
- Xysticus marmoratus
- Xysticus martensi
- Xysticus marusiki
- Xysticus minor
- Xysticus minutus
- Xysticus mongolicus
- Xysticus montanensis
- Xysticus mugur
- Xysticus mulleri
- Xysticus multiaculeatus
- Xysticus mundulus
- Xysticus namaquensis
- Xysticus natalensis
- Xysticus nataliae
- Xysticus nebulo
- Xysticus nenilini
- Xysticus nepalhimalaicus
- Xysticus nevadensis
- Xysticus nigriceps
- Xysticus nigromaculatus
- Xysticus nigropunctatus
- Xysticus nigrotrivittatus
- Xysticus ninnii
- Xysticus nitidus
- Xysticus nubilus
- Xysticus nyingchiensis
- Xysticus obesus
- Xysticus obscurus
- Xysticus ocala
- Xysticus orizaba
- Xysticus ovadan
- Xysticus ovatus
- Xysticus ovcharenkoi
- Xysticus paiutus
- Xysticus palawanicus
- Xysticus palpimirabilis
- Xysticus paniscus
- Xysticus parallelus
- Xysticus parapunctatus
- Xysticus pearcei
- Xysticus peccans
- Xysticus pellax
- Xysticus peninsulanus
- Xysticus pentagonius
- Xysticus periscelis
- Xysticus pieperi
- Xysticus pigrides
- Xysticus pinocorticalis
- Xysticus posti
- Xysticus potamon
- Xysticus pretiosus
- Xysticus promiscuus
- Xysticus pseudobliteus
- Xysticus pseudocristatus
- Xysticus pseudolanio
- Xysticus pseudoluctuosus
- Xysticus pseudorectilineus
- Xysticus pulcherrimus
- Xysticus punctatus
- Xysticus pygmaeus
- Xysticus pynurus
- Xysticus quadratus
- Xysticus quadrispinus
- Xysticus quagga
- Xysticus rainbowi
- Xysticus rectilineus
- Xysticus robinsoni
- Xysticus robustus
- Xysticus rockefelleri
- Xysticus roonwali
- Xysticus rostratus
- Xysticus rugosus
- Xysticus ryukyuensis
- Xysticus sabulosus
- Xysticus saganus
- Xysticus sagittifer
- Xysticus sansan
- Xysticus sardiniensis
- Xysticus schoutedeni
- Xysticus secedens
- Xysticus semicarinatus
- Xysticus seserlig
- Xysticus setiger
- Xysticus sharlaa
- Xysticus shillongensis
- Xysticus shyamrupus
- Xysticus sibiricus
- Xysticus siciliensis
- Xysticus sicus
- Xysticus sikkimus
- Xysticus silvestrii
- Xysticus simonstownensis
- Xysticus simplicipalpatus
- Xysticus sinaiticus
- Xysticus sjostedti
- Xysticus slovacus
- Xysticus soderbomi
- Xysticus soldatovi
- Xysticus spasskyi
- Xysticus sphericus
- Xysticus spiethi
- Xysticus squalidus
- Xysticus strandi
- Xysticus striatipes
- Xysticus subjugalis
- Xysticus tampa
- Xysticus tarcos
- Xysticus taukumkurt
- Xysticus tenebrosus
- Xysticus texanus
- Xysticus thessalicoides
- Xysticus thessalicus
- Xysticus tikaderi
- Xysticus toltecus
- Xysticus torsivoides
- Xysticus torsivus
- Xysticus tortuosus
- Xysticus transversomaculatus
- Xysticus triangulosus
- Xysticus triguttatus
- Xysticus tristrami
- Xysticus trizonatus
- Xysticus tsanghoensis
- Xysticus tugelanus
- Xysticus turkmenicus
- Xysticus turlan
- Xysticus tyshchenkoi
- Xysticus ukrainicus
- Xysticus ulkan
- Xysticus ulmi
- Xysticus urbensis
- Xysticus urgumchak
- Xysticus vachoni
- Xysticus wagneri
- Xysticus walesianus
- Xysticus variabilis
- Xysticus verecundus
- Xysticus verneaui
- Xysticus viduus
- Xysticus winnipegensis
- Xysticus viveki
- Xysticus wuae
- Xysticus wunderlichi
- Xysticus xerodermus
- Xysticus xiningensis
- Xysticus xizangensis
- Xysticus xysticiformis
- Xysticus yogeshi
- Xysticus zonshteini